# OR2G3
OR2G3 (англ. Olfactory receptor family 2 subfamily G member 3) – білок, який кодується однойменним геном, розташованим у людей на короткому плечі 1-ї хромосоми.  Довжина поліпептидного ланцюга білка становить 309 амінокислот, а молекулярна маса — 34 506.
| 10         |  | 20         |  | 30         |  | 40         |  | 50         |
| ---------- |  | ---------- |  | ---------- |  | ---------- |  | ---------- |
| MGLGNESSLM |  | DFILLGFSDH |  | PRLEAVLFVF |  | VLFFYLLTLV |  | GNFTIIIISY |
| LDPPLHTPMY |  | FFLSNLSLLD |  | ICFTTSLAPQ |  | TLVNLQRPKK |  | TITYGGCVAQ |
| LYISLALGST |  | ECILLADMAL |  | DRYIAVCKPL |  | HYVVIMNPRL |  | CQQLASISWL |
| SGLASSLIHA |  | TFTLQLPLCG |  | NHRLDHFICE |  | VPALLKLACV |  | DTTVNELVLF |
| VVSVLFVVIP |  | PALISISYGF |  | ITQAVLRIKS |  | VEARHKAFST |  | CSSHLTVVII |
| FYGTIIYVYL |  | QPSDSYAQDQ |  | GKFISLFYTM |  | VTPTLNPIIY |  | TLRNKDMKEA |
| LRKLLSGKL  |  |            |  |            |  |            |  |            |

A: Аланін

C: Цистеїн

D: Аспарагінова кислота

E: Глутамінова кислота

F: Фенілаланін

G: Гліцин

H: Гістидин

I: Ізолейцин

K: Лізин

L: Лейцин

M: Метіонін

N: Аспарагін

P: Пролін

Q: Глутамін

R: Аргінін

S: Серин

T: Треонін

V: Валін

W: Триптофан

Кодований геном білок за функціями належить до рецепторів, g-білокспряжених рецепторів, білків внутрішньоклітинного сигналінгу. 
Задіяний у такому біологічному процесі як поліморфізм. 
Локалізований у клітинній мембрані.